# Evangelische Kirche Wischwill
Die Evangelische Kirche Wischwill (litauisch Viešvilės evangelikų liuteronų bažnyčia) war ein in der ersten Hälfte des 18. Jahrhunderts errichtetes Bauwerk und bis 1945 evangelisches Gotteshaus für die Bewohner im Kirchspiel des seinerzeit ostpreußischen Dorfes und heute Viešvilė genannten Städtchens in Litauen.

## Geographische Lage
Viešvilė liegt an der Memel (litauisch: Nemanas), die hier die Grenze zwischen Litauen und der russischen Exklave Oblast Kaliningrad bildet. Durch den Ort verläuft die Hauptstraße KK 141, die Kaunas mit Klaipėda (Memel) verbindet. Eine Bahnanbindung besteht seit 1944 nicht mehr.
Der einstige Standort der Kirche befindet sich an der Hauptstraße unweit der Einmündung einer von der Memel in Richtung Nemanskoje (Trappönen, 1938 bis 1946 Trappen, heute auf russischer Seite gelegen) verlaufenden Nebenstraße. Der Platz ist durch ein Gedenkkreuz gekennzeichnet.

## Kirchengebäude
Herzog Albrecht persönlich soll als Hochmeister des Deutschen Ordens den Platz ausgesucht haben, auf dem 1517 in Wischwill eine evangelische Kirche errichtet wurde. In den Jahren 1734 bis 1737 erfolgte die Errichtung eines Nachfolgebaus, bei dem es sich um einen rechteckigen Massivbau mit Fachwerkgiebel handelte. Nach einem Brand, verursacht wohl durch Blitzschlag, der den Turm vernichtete, wurde die Kirche 1811 wieder aufgebaut. Erst 1895 wurde der Turm mit Uhr und drei Glocken ergänzt.
Der Kircheninnenraum, an dessen seitlichen Wänden sich Emporen befanden, war sehr schlicht gehalten. Der Kanzelaltar war von keinem künstlerischen Wert. Die Orgel stammte aus dem Jahre 1822. Im Jahre 1912 hatte man das Gotteshaus noch einer umfangreichen Renovierung unterzogen.
Die Kirche, die das älteste Gotteshaus im Kreis Pogegen war, kam mit Blessuren durch den Zweiten Weltkrieg. Zu Sowjetzeiten jedoch ging sie mit anderen kulturellen Einrichtungen (so auch Friedhöfe) verloren, indem sie abgetragen wurde. Mehr Glück hatte die kleine katholische Kirche des Ortes, die erhalten blieb und umgebaut wurde.

## Kirchengemeinde
1517 gilt als das Gründungsjahr der evangelischen Kirchengemeinde Wischwill. Scherzweise nannte man sie wegen ihrer riesigen Ausdehnung „Pfarrfürstentum“. Erst später wurde das Kirchspiel durch Abtrennungen von eigenständigen Pfarrgemeinden verkleinert. 1925 zählte die Kirchengemeinde 3000 Gemeindeglieder, die außer im Pfarrdorf noch in 16 anderen Orten und Wohnplätzen lebten. Die Kirche war patronatlos.
Noch bis 1609 gehörte die Kirche Wischwill zur Inspektion Insterburg (heute russisch: Tschernjachowsk). Dann war sie bis in die 1920er Jahre Teil des Kirchenkreises Ragnit (Neman), später dann in den Kirchenkreis Pogegen (heute litauisch: Pagėgiai) im Landessynodalverband Memelland eingegliedert, und war von 1939 bis 1945 zur Diözese Ragnit im Kirchenkreis Tilsit-Ragnit innerhalb der Kirchenprovinz Ostpreußen der Kirche der Altpreußischen Union zugehörig.

### Kirchspielorte
Neben dem Kirchdorf Wischwill gehörten bis 1945 noch 16 weitere größere und kleinere Orte und Ortschaften zum Kirchspiel:
| Deutscher Name      | Litauischer Name |  | Deutscher Name        | Litauischer Name |
| ------------------- | ---------------- |  | --------------------- | ---------------- |
| Abschruten          | Apšriūtai        |  | *Pagulbinnen          | Pagulbiniai      |
| Antgulbinnen        | Antgulbiniai     |  | Schönbruch            | Balinė           |
| Antuppen            | Antupiai         |  | Smalodarßen           | Smalodaržis      |
| Auerhahn            | Tetervinė        |  | Szardehlen            | Žardeliai        |
| *Baltupönen         | Baltupėnai       |  | *Uszballen (Ußballen) | Užbaliai         |
| *Kallwehlen         | Kalveliai        |  | Usztilten (Ußtilten)  | Užtilčiai        |
| Leibgirren          | Leipgiriai       |  | Wolfsgrund            | Vilkdaubis       |
| Neuhof-Kassigkehmen |                  |  | Wolfspaß              | Vilktakis        |

### Pfarrer
An der Kirche Wischwill amtierten als evangelische Geistliche:
- Nicolaus von Chelnien, ab 1553
- Johann Gettkandt, 1592–1601
- Tacharias Blothno, 1601–1602
- Jacob Herbst, ab 1603
- Burchard Löbel, 1617–1621
- Johann Wittich
- Johann Schützowius, 1643
- Heinrich Eysenblätter, 1657–1688
- Heinrich Mey, 1678–1710
- Gottfried Daniel Meder, 1710–1734
- Theodor Gottfried Gerich, 1735–1749
- Johann Friedrich Wengorovius, 1749–1759
- Georg Christoph Radtke, 1759–1770
- Gottfried Tiedke, 1770–1778
- Johann Boguslav Ernst, 1778–1815
- Johann Friedrich Ernst, 1808–1817
- Carl Wilhelm Gottfried Schreiner, 1817–1844
- Wilhelm Ewald Radtke, 1845–1851
- Johann Gottfried Hammer, 1851–1875[9]
- Eduard Hermann Hammer, 1869–1906
- Georg Louis B. Wittke, 1891–1893
- Moritz A.G. Scheduikat, 1893–1894
- Hermann K.G. Schnöberg, 1894–1900
- Max Glang, 1907–1922
- Johannes Magnus, 1923–1932
- Paul Jellinghaus, 1933–1935
- Erich Moser, 1935–1945

### Kirchenbücher
Zahlreiche Kirchenbücher der evangelischen Pfarrei Wischwill haben sich erhalten und werden im Evangelischen Zentralarchiv in Berlin-Kreuzberg aufbewahrt:
- Taufen: 1766 bis 1800 und 1830 bis 1911
- Trauungen: 1766 bis 1874
- Begräbnisse: 1767 bis 1871 und 1883 bis 1916

Darüber hinaus gibt es Namensregister auch der nicht vorhandenen Kirchenbücher.

## Verweise
1. ↑  Gedenkkreuz für die ehemalige Kirche Wischwill
2. ↑  Viešvilė - Wischwill bei ostpreussen.net (Memento des Originals vom 1. Juli 2018 im Internet Archive)  Info: Der Archivlink wurde automatisch eingesetzt und noch nicht geprüft. Bitte prüfe Original- und Archivlink gemäß Anleitung und entferne dann diesen Hinweis.
3. ↑  Historisches Bild von der evangelischen Kirche Wischwill
4. ↑  Walther Hubatsch, Geschichte der evangelischen Kirche Ostpreußens, Band 2: Bilder ostpreussischer Kirchen, Göttingen, 1968, S. 109
5. 1 2  Walther Hubatsch, Geschichte der evangelischen Kirche Ostpreußens, Band 3: Dokumente, Göttingen, 1968, S. 513
6. ↑  Wischwill bei GenWiki
7. ↑  Der * kennzeichnet einen Schulort
8. ↑  Friedwald Moeller, Altpreußisches evangelisches Pfarrerbuch von der Reformation bis zur Vertreibung im Jahre 1945, Hamburg, 1968, S. 151–152
9. ↑  Johannes Hammer († 1889) war Angehöriger des Corps Littuania.
10. ↑  Christa Stache, Verzeichnis der Kirchenbücher im Evangelischen Zentralarchiv in Berlin, Teil I: Die östlichen Kirchenprovinzen der Evangelischen Kirche der altpreußischen Union, Berlin, 1992³, S. 118